# Amaretto

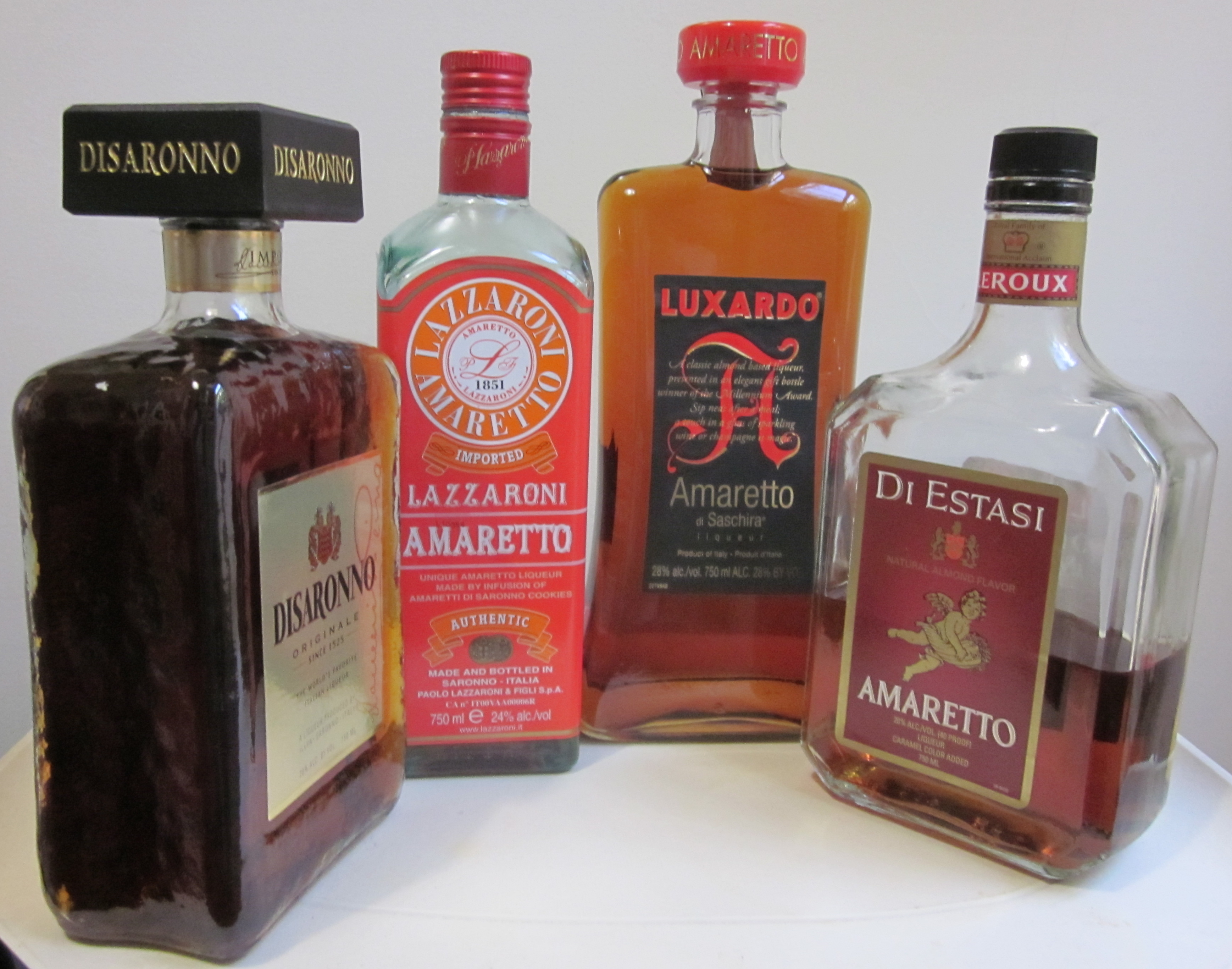
Garrafas de licor amaretto.

Amaretto é um licor originário da Itália, feito da infusão básica de damascos e caroços de drupas, tais como pêssegos. Apesar de possuir apenas 10% de amêndoas, estas sempre se sobressaem no seu sabor. Sua primeira produção aconteceu em Saronno (1525), em homenagem ao pintor Bernadino Luini.